# Lilla Finnsjön, Värmland
Lilla Finnsjön är en sjö i Sunne kommun i Värmland och ingår i Göta älvs huvudavrinningsområde. Sjön har en area på 0,204 kvadratkilometer och ligger 253,9 meter över havet.

## Delavrinningsområde
Lilla Finnsjön ingår i det delavrinningsområde (666724-133456) som SMHI kallar för Inloppet i Skallbergssjön. Medelhöjden är 276 meter över havet och ytan är 5,58 kvadratkilometer. Räknas de 12 avrinningsområdena uppströms in blir den ackumulerade arean 445,61 kvadratkilometer. Rottnan som avvattnar avrinningsområdet har biflödesordning 3, vilket innebär att vattnet flödar genom totalt 3 vattendrag innan det når havet efter 361 kilometer. Avrinningsområdet består mestadels av skog (78 procent). Avrinningsområdet har 0,42 kvadratkilometer vattenytor vilket ger det en sjöprocent på 7,5 procent.